# Sonic Adventure 2
Sonic Adventure 2 (ソニックアドベンチャー2, Sonikku Adobenchā 2) é um jogo eletrônico da série Sonic the Hedgehog, publicado pela Sega para o Dreamcast. Foi o último jogo da série Sonic the Hedgehog a ser lançado em um console da Sega. O jogo marcou a estreia do rival Shadow the Hedgehog e da espiã Rouge the Bat. As histórias são divididas em três estilos de jogabilidade: jogo de plataforma para Sonic e Shadow, shoot 'em up para Tails e Eggman e exploração para Knuckles e Rouge.
O desenvolvimento começou logo após o lançamento americano de Sonic Adventure em 1999 e durou cerca de 18 meses. O jogo foi produzido em comemoração ao décimo aniversário da franquia Sonic e foi projetado para ser mais focado em ação do que os jogos anteriores. A equipe de desenvolvimento também implementou diversos personagens incluindo as criaturas Chao. Sua ambientação foram influenciada por locais norte-americanos como a cidade de São Francisco e o Parque Nacional de Yosemite. A Sega anunciou o título em outubro de 1999 e exibiu-o na E3 2000. Foi lançado mundialmente em 23 de junho de 2001.
Sonic Adventure 2 recebeu críticas positivas por sua variedade de jogabilidade, visuais e pelo áudio, algumas criticas negativas foram direcionas a câmera, dublagem dos personagens e ao enredo. Um port aprimorado para o GameCube, Sonic Adventure 2: Battle, foi lançado mundialmente em 2002 que contava com texturas melhoradas e um modo multiplayer. As versões de Dreamcast e o GameCube venderam mais de 2 milhões de cópias em todo o mundo. Sonic Adventure 2 também foi lançado como mídia digital para PlayStation 3, Xbox 360 e Microsoft Windows em 2012.

## Jogabilidade
Sonic Adventure 2 é um jogo plataforma com os mesmos princípios básicos dos antecessores. Ao longo dos estágios há anéis, que previnem a derrota caso seja atacado (excetuando nas fases com Tails e Eggman, em que o jogador tem uma barra de energia que os anéis ajudam a recarregar). Há bolhas variadas espalhadas, com anéis, dois tipos de escudo (um regular e um magnético que atrai anéis), invencibilidade temporária, vidas extras, aceleração temporária e uma especial que destrói inimigos próximos. Cada personagem tem direito a aperfeiçoamentos que dão novas habilidades (como poder destruir caixas metálicas). E, um fato engraçado é que os personagens Shadow e Rouge foram inspirados no Sonic e no Tails para serem os opostos deles. Provavelmente é uma referência a franquias Mario, já que Wario e Waluigi são os impostos dos heróis Mario e Luigi.

### Single player
No modo single player, os jogadores inicialmente tem de completar as fases para progredir a história, e depois podem retornar para cumprir 5 missões diferentes (excluindo as fases de kart: completar a fase, conseguir 100 anéis, encontrar um Chao, completar a fase em determinado tempo, e completar a fase em modo difícil). Ao completar cada missão, se dá uma nota, que vai de E até A, dependendo do tempo ou pontuação conseguida. Pontos extras são conseguidos com manobras bem-sucedidas, acompanhados de um elogio (que vai de "Good" a "Perfect"). O jogo possui duas histórias, "Hero" e "Dark", com três tipos diferentes de jogabilidade de acordo com o personagem da fase, e após completar ambas, abre-se a "História Final".
As fases de Sonic e Shadow são plataformas tradicionais, com direito a trilhos para deslizar e barras para girar e se impulsionar para o alto. As habilidades de ambos incluem "acelerar" parados no mesmo lugar (spin dash), correr por cima de uma fileira de anéis (light dash), e pular consecutivamente em inimigos. Sonic também pode quicar no chão para pular mais alto.
As fases com Tails e Eggman tem ambos dentro de mechas, e são mais baseadas em atirar. Pode-se travar a mira em até 15 alvos por curto espaço de tempo, dar murros em inimigos próximos, e os mechas podem ser equipados com planadores para cair suavemente.
As fases com Knuckles e Rouge são baseadas em caça, em busca de pedaços da Master Emerald, Chaos Emeralds, ou chaves. Um radar apita e muda de cor dependendo da proximidade do item procurado (de verde para amarelo para vermelho). Ambos tem a capacidade de planar, escalar paredes, escavar e nadar (Knuckles pode pegar um respirador artificial para poder nadar o quanto quiser), e podem pegar um aperfeiçoamento que permite ver itens invísiveis.

### Chao Garden
Assim como em Sonic Adventure, pode-se criar Chao e competir com ele em eventos. Os Chao são alimentados com Chaos Drives (liberados por inimigos derrotados no jogo normal), animais (tanto dentro de inimigos como espalhados pela fase) e frutas cultivadas no Chao Garden, que aperfeiçoam as habilidades do Chao. De acordo com que personagens criam o Chao, a aparência do bicho muda, e pode-se abrir novos Chao Gardens (um Chao criado por Sonic, Tails e Knuckles fica branco com uma auréola e abre o Hero Garden, enquanto um criado pelos rivais fica preto com uma cauda demoníaca e abre o Dark Garden).
Os eventos são disputados na Chao Race, dividida em diversos circuitos. Beginner Race e Jewel Race possuem fases divididas nas habilidades do Chao (nadar, voar, correr e força), Challenge Race possui fases diferentes, e Hero Race e Dark Race são abertas apenas para os Chao desse tipo ou neutros com disputas contra Chaos "rivais". Nas corridas há uma barra de energia, que aumenta dependendo da alimentação com frutas, e vai sendo gasta à medida que a corrida progride.
No jogo do Dreamcast, só existe a Chao Race, e os Chao possuem em adição às habilidades normais inteligência e sorte. O Chao pode ser transportado para o VMU para criação extra.
Na versão do GameCube, há tanto a Chao Race quanto Chao Karate, um sumô baseado em tirar o Chao inimigo do local de batalha ou nocauteá-lo. As estatísticas do Chao tornando-se outras ligadas à luta (como defesa). Não há inteligência e sorte. O Chao pode ser transportado para um mini-Chao Garden nos jogos de Sonic para o Game Boy Advance, ou para a RAM do GBA enquanto este estiver plugado no console.

## Enredo
Há 50 anos, o governo criou um projeto secreto para pesquisar sobre imortalidade. O cientista-líder era o professor Gerald Robotnik, avô do Dr. Ivo "Eggman" Robotnik, que se motivou no fato de sua querida neta Maria (prima de Eggman) ter sido diagnosticada com uma doença incurável. O projeto transcorreu na estação espacial ARK, sendo nomeado "Projeto Shadow" por buscar algo que não existe naturalmente, uma "sombra".
Nas primeiras fases de estudo, pesquisou-se as Chaos Emeralds e desenvolveu-se as Chaos Drives, cápsulas de energia para alimentar o prótotipo do "ser vivo definitivo", modelado na forma de lagarto e capaz de regeneração, e reprodução própria. Como a criatura evoluía e ficava difícil de controlar, preocupações aumentavam. Após informações do projeto vazarem para uma organização militar governamental, GUN (Guardian Units of Nation), os militares horrorizados tomaram ARK à força, evacuando os residentes, matando os pesquisadores exceto Gerald que fora preso, e selando o protótipo na parte mais funda da colônia. Para esconder os eventos do povo, a GUN disse que Gerald causara um acidente que matou os pesquisadores, e logo em seguida executaram o cientista por "negligência".
Mas antes de ser preso, Gerald terminara uma outra versão de "forma de vida definitiva", e o deixara com Maria, instruindo ambos a fugirem numa cápsula de fuga. Mas Maria pôs a forma de vida e soltou-a, sendo morta no ataque militar. Ao descobrir sobre a morte de Maria, Gerald passou os últimos dias de sua vida buscando vingança.

### Hero Side
Após ser confundido com Shadow, que roubou uma Chaos Emerald no banco de Central City, Sonic é capturado pela GUN. Sonic escapa do helicóptero da GUN enquanto sobrevoa a cidade, e foge usando um pedaço de metal como snowboard. Após fugir da polícia e dos militares, Sonic enfrenta um robô, e conhece Shadow, que foge usando Chaos Control. Sonic é recapturado e levado para Prison Island.
Ao mesmo tempo, Knuckles é acossado por uma ladra, Rouge, que quer roubar a Master Emerald. Enquanto ambos brigam, Eggman pega a esmeralda, mas percebendo que ela está sendo levada, Knuckles a esmurra, quebrando-a em pedaços. Knuckles passa então a caçar os fragmentos da Esmeralda.
Em Prison Island, Tails decide salvar Sonic sabendo da inocência do amigo. Montado no seu robô Cyclone, salva Amy Rose de Eggman, e destrói a segurança da prisão. Ao chegar na cela, Amy Rose tira Sonic da prisão com um cartão de segurança roubado, e diz que Shadow e Eggman estão na ilha. Sonic escapa, e corre atrás de Shadow, encontrando o outro ouriço numa floresta após pegar um foguete. Os dois lutam, e então Eggman informa que a ilha irá explodir. Ambos fogem, e Sonic corre para salvar Tails e Amy. Os três fogem no avião de Tails.
Depois, Eggman usa o canhão da estação Ark para destruir metade da Lua e diz que tomará o planeta dentro de 24 horas. Sonic conclui que as esmeraldas estão envolvidas de alguma maneira, e Tails decide usar uma esmeralda (conseguida em Sonic Adventure) para localizá-lo. Porém Tails fora incriminado pela explosão de Prison Island, e os três se vêem obrigados a fugir. Tails persegue o carro do presidente para garantí-lo que ele e Sonic não fizeram nada errado. Após se reunirem com Knuckles, os heróis invadem a base de Eggman em uma pirâmide. Após destruírem um robô enviado por Eggman, usam um foguete para chegar na estação - porém antes de alcançá-la um meteoro bate na nave, soltando os pedaços da Master Emerald. Knuckles os segue até um cinturão de asteróides enquanto o resto do grupo adentra a estação. Tails destrói o suprimento de energia da ARK, mas Amy é capturada por Eggman.
Ao mesmo tempo, Knuckles recupera os pedaços da esmeralda, encontra Rouge e após um confronto, salva-a da morte. Agradecida, ela dá os pedaços que roubara, e Knuckles restaura a Master Emerald. Sonic corre atrás de Eggman, que tem Tails e Amy como reféns. O ouriço tenta dar uma esmeralda falsa a Eggman, mas o doutor já sabia da história e prende Sonic em uma cápsula e solta-o no espaço. Sonic usa Chaos Control com a esmeralda falsa e assim escapa de uma explosão. Inspirado pelas palavras de Sonic, Tails enfrenta Eggman uma segunda vez. Sonic acaba do lado de fora da ARK, perto de Knuckles, e corre até o canhão para destruí-lo pondo a esmeralda falsa dentro deste. Porém no caminho final para o canhão, encontra Shadow, os dois brigam uma segunda vez. Sonic aparentemente vence, já que Tails e Amy vêem-no perto do canhão que falha, mas enquanto observam, Eggman rouba a esmeralda verdadeira.

### Dark Side
50 anos depois, Dr. Eggman encontra o diário do avô e decide buscar a "forma de vida definitiva", achando que ela seria mais eficaz do que Chaos em seus planos malignos.
Eggman ataca uma instalação militar secreta e libera a "forma de vida definitiva", o ouriço Shadow. Este oferece assistência a Eggman em troca das Chaos Emeralds.
Pouco depois, Rouge tenta roubar a Master Emerald de seu guardião, Knuckles. Enquanto ambos brigam, Eggman pega a esmeralda, mas percebendo que ela está sendo levada, Knuckles a esmurra, quebrando-a em pedaços. Os dois tentam procurar os fragmentos enquanto Eggman foge para sua base secreta numa pirâmide, enquanto descobre que Shadow roubara uma Chaos Emerald no banco central.
Após o roubo, Shadow foge dos robôs da GUN em Central City, ao final encontrando Sonic. O ouriço azul percebe que fora acusado falsamente, mas Shadow se teleporta com Chaos Control. (isso conduz à prisão de Sonic pela GUN e a fase inicial da Hero Story)
Ao mesmo tempo, Rouge decide seguir Eggman e invade sua pirâmide. Lá toma um foguete para ARK, onde o doutor e Shadow já se encontravam. Os dois discutiam que com as sete Chaos Emeralds poderiam tomar o controle do planeta ou destruí-lo, então Rouge aparece com uma esmeralda dizendo que sabe onde outras estão.
O grupo volta para Prison Island. Seguindo um plano de Eggman, o doutor ataca primeiro para atrair os militares (apesar de uma aparição de Amy Rose e uma luta com Tails) enquanto Rogue rouba três esmeraldas e Shadow planta bombas no lugar. Mas uma luta com um robô deixa Rouge presa no lugar, levando Shadow a resgatá-la (após enfrentar Sonic no percurso), saindo do lugar com Chaos Control antes que tudo exploda.
Eggman estava com seis das 7 Chaos Emeralds quando Shadow diz que aquilo era mais do que o suficiente para um teste com o Canhão, então ele o dispara destruindo metade da Lua, fazendo assim, uma ameaça mundial.
Eggman fica sabendo que Sonic & Cia entram em sua base na piramide e vai até lá tentar para-los, usando um imenso robô de pedra, Sonic consegue fazer o robô se voltar contra Eggman, assim o ouriço consegue tomar o foguete para ir direto para o espaço junto com seus amigos.
De volta à ARK, Eggman vê os heróis em suas câmeras percebe pelos detectores que há oito Chaos Emeralds no lugar - uma tem de ser falsa. Ele monta em seu robô e vai interceptá-los.
Rouge tenta buscar os fragmentos finais e acha Knuckles. Após uma luta, a morcega quase cai e morre, mas é salva pelo equidna. Agradecida, Rouge dá-lhe seus fragmentos, com os quais Knuckles restaura a Master Emerald. Rouge decide então roubar as esmeraldas do canhão, sendo vista por Shadow. Rouge então revela ser agente do governo, e ter resultados do Projeto Shadow que demonstra que a verdadeira "forma de vida definitiva" era outra: o Biolizard.
Eggman chega à ARK, pega Amy e solta Sonic no espaço. Tails enfrenta o doutor, que pega a última esmeralda e foge. Eggman diz à Shadow que alguém quer parar o canhão, e o ouriço corre até lá. Shadow descobre que a pessoa é Sonic. Os ouriços se enfrentam, e Sonic aparentemente vence já que o canhão é destruído. Eggman insere a última esmeralda no canhão, ri, e o monitor exibe a palavra "PERIGO".

### Last Story
Eggman usa as Chaos Emeralds para ligar o Canhão na potência maxima, mas ele não dispara, em vez disso é exibida uma mensagem gravada por Gerald, mencionando seu desejo de vingança. A ARK começa a se direcionar em direção à Terra, uma colisão que poderia potencialmente extinguir a vida no planeta. Após os rivais verem toda aquela mensagem, começam a pensar em como impedir o impacto. Rouge diz que Knuckles poderia parar as Chaos Emeralds usando a Master Emerald, e Tails descobre nos esquemas um caminho até o núcleo do canhão (Cannon's Core). Todos trabalham em equipe até que Sonic e Knuckles chegam ao núcleo.
Quando Amy fala com Shadow, ele lembrar de que Maria havia pedido para que ele ajudasse as pessoas, então Shadow parte para cumprir a promessa que havia feito. Ele chega no núcleo, onde Sonic e Knuckles descobrem um protótipo da Última Forma de Vida: Biolizard. Shadow aparece e diz que irá cuidar do Biolizard, enquanto Sonic e Knuckles vão até as Chaos Emeralds. Knuckles usa o ritual de Tikal para parar as Chaos Emeralds enquanto Shadow derrota Biolizard. Porém o Biolizard desaparece, tendo usado Chaos Control para se fundir com a ARK e puxá-la em direção a Terra com velocidade máxima.
Sonic e Shadow se veem sem escolha e na última esperança de salvar o planeta, usam o poder das Chaos Emeralds e se transformam em Super Sonic e Super Shadow para enfrentar Biolizard em sua nova forma, Final Hazard. Após derrotar o adversário, Sonic e Shadow usam suas últimas energias para deter a queda da ARK, e acaba caindo na atmosfera da Terra. Sonic usa um Chaos Control para voltar à ARK, onde cita que Shadow morreu pois não tinha força suficiente para acompanhar Sonic neste último golpe.

## Sonic Adventure 2: Battle
Sonic Adventure 2: Battle é um jogo de videogame estrelado pelo ouriço Sonic, sendo um port de Sonic Adventure 2, originalmente lançado para o Sega Dreamcast. Fora lançado em 2002, inicialmente para o Nintendo GameCube.
Existem diferenças entre o Sonic Adventure 2 (SA2) para Dreamcast e o Sonic Adventure 2: Battle (SA2B). O SA2 foi criado em 2001 (nos EUA). O SA2B foi criado em 2002, com diversas alterações, gráficas e de jogabilidade: como alterações no motor de iluminação, contagem de polígonos dos personagens, menus, entre outras alterações.

## Música
Jun Senoue voltou como compositor, assistido por Kenichi Tokoi, Fumie Kumatani, e Tomoya Ohtani. Adventure 2 foi o primeiro jogo da franquia a ter uma inclusão de músicas cantadas durante níveis, pelos mesmos intérpretes das músicas-temas dos personagens - Tony Harnell, Ted Poley, Marlon Saunders, Nikki Gregoroff e Johnny Gioeli. A banda de Senoue e Gioeli, Crush 40 fez sua estreia com o tema principal do game, "Live & Learn", usada no menu e na batalha final com Final Hazard.
O jogo Sonic Generations inclui "Live & Learn" em sua trilha, mais "Metal Harbor" e "Green Forest" na versão de Wii, e "Unknown From M.E." e "Throw It All Away"  na do Nintendo 3DS. "Live & Learn" também aparece no jogo Super Smash Bros. Brawl, enquanto "Escape from the City" e "Metal Harbor" são parte da trilha de Mario & Sonic at the Olympic Winter Games e Mario & Sonic at the London 2012 Olympic Games.
| Faixas da trilha |                                                                                  |         |  |
| N.º              | Título                                                                           | Duração |  |
| 1.               | "Event: Let's Make It!" (SEGA / Jun Senoue)                                      | 0:47    |  |
| 2.               | "Escape from the City...For City Escape" (Ted Poley & Tony Harnell)              | 2:20    |  |
| 3.               | "The Mad Convoy Race...For City Escape" (SEGA / Jun Senoue)                      | 0:51    |  |
| 4.               | "Boss: -GUN- Mobile" (SEGA / Jun Senoue)                                         | 1:56    |  |
| 5.               | "Remember Me? -M.F.M....For Iron Gate" (SEGA / Jun Senoue)                       | 1:39    |  |
| 6.               | "Throw it All Away...Theme of "Shadow the Hedgehog"" (SEGA)                      | 5:02    |  |
| 7.               | "Vengeance is Mine...For Radical Highway" (SEGA / Jun Senoue)                    | 1:59    |  |
| 8.               | "Lovely Gate 3...For Radical Highway" (SEGA)                                     | 1:41    |  |
| 9.               | "I'm A Spy...For Security Hall" (SEGA)                                           | 2:21    |  |
| 10.              | "This Way Out...For Prison Lane" (SEGA / Jun Senoue)                             | 1:45    |  |
| 11.              | "That's The Way I Like It...For Metal Harbor" (SEGA / Jun Senoue)                | 1:59    |  |
| 12.              | "Won't Stop, Just Go!...For Green Forest" (SEGA / Jun Senoue)                    | 2:29    |  |
| 13.              | "Rhythm And Balance...For White Jungle" (SEGA)                                   | 2:31    |  |
| 14.              | "A Ghost's Pumpkin Soup...For Pumpkin Hill" (SEGA)                               | 1:50    |  |
| 15.              | "Dive Into The Mellow...For Aquatic Mine" (SEGA)                                 | 1:53    |  |
| 16.              | "Mr.Unsmiley...For Sky Rail" (SEGA / Jun Senoue)                                 | 1:05    |  |
| 17.              | "It Doesn't Matter...Theme of "Sonic the Hedgehog"" (Tony Harnell)               | 2:46    |  |
| 18.              | "Keys The Ruin...For Pyramid Cave" (SEGA / Jun Senoue)                           | 1:53    |  |
| 19.              | "Unstable World...For Crazy Gadget" (SEGA / Jun Senoue)                          | 1:59    |  |
| 20.              | "Soarin' Over The Space...For Cosmic Wall" (SEGA / Jun Senoue)                   | 1:29    |  |
| 21.              | "Highway In The Sky...For Final Rush" (SEGA / Jun Senoue)                        | 1:39    |  |
| 22.              | "The Supernatural...For Final Chase" (SEGA)                                      | 1:59    |  |
| 23.              | "For True Story...For Sonic Vs. Shadow" (SEGA)                                   | 2:32    |  |
| 24.              | "Event: Sonic Vs. Shadow" (SEGA)                                                 | 1:17    |  |
| 25.              | "Cannon's Core (Scramble For The Core... Deep Inside Of...)" (SEGA / Jun Senoue) | 3:05    |  |
| 26.              | "Event: Black Noises (Conquest... Chaos Control... Reflection)" (SEGA)           | 4:59    |  |
| 27.              | "Supporting Me...For Biolizard" (SEGA)                                           | 3:32    |  |
| 28.              | "Live & Learn...Main Theme Or "Sonic Adventure 2"" (Crush 40)                    | 4:33    |  |
| 29.              | "Event: The Last Scene" (SEGA)                                                   | 3:43    |  |
| 30.              | "Chao Race Extended Mix (Chao's Doki-Doki Banana Chips Run Mix)" (SEGA)          | 6:44    |  |